# Grande Prêmio da Bélgica de 1964
Resultados do Grande Prêmio da Bélgica de Fórmula 1 realizado em Spa-Francorchamps à 14 de junho de 1964. Terceira etapa da temporada, a prova foi vencida pelo britânico Jim Clark.

## Classificação da prova
| Pos. | Nº | Piloto             | Construtor      | Voltas | Tempo/Diferença      | Grid | Pontos     |
| ---- | -- | ------------------ | --------------- | ------ | -------------------- | ---- | ---------- |
| 1    | 23 | Jim Clark          | Lotus-Climax    | 32     | 2:06:40.5            | 6    | 9          |
| 2    | 20 | Bruce McLaren      | Cooper-Climax   | 32     | + 3.4                | 7    | 6          |
| 3    | 14 | Jack Brabham       | Brabham-Climax  | 32     | + 48.1               | 3    | 4          |
| 4    | 2  | Richie Ginther     | BRM             | 32     | + 1:58.6             | 8    | 3          |
| 5    | 1  | Graham Hill        | BRM             | 31     | Bomba de combustível | 2    | 2          |
| 6    | 15 | Dan Gurney         | Brabham-Climax  | 31     | Pane seca            | 1    | 1          |
| 7    | 4  | Trevor Taylor      | BRP-BRM         | 31     | + 1 volta            | 12   |            |
| 8    | 6  | Giancarlo Baghetti | BRM             | 31     | + 1 volta            | 17   |            |
| 9    | 24 | Peter Arundell     | Lotus-Climax    | 28     | Superaquecimento     | 4    |            |
| 10   | 3  | Innes Ireland      | BRP-BRM         | 28     | + 4 voltas           | 16   |            |
| DSQ  | 29 | Peter Revson       | Lotus-BRM       | 28     | Desclassificado      | 10   | [ nota 2 ] |
| Ret  | 17 | Jo Siffert         | Brabham-BRM     | 14     | Motor                | 13   |            |
| Ret  | 21 | Phil Hill          | Cooper-Climax   | 13     | Motor                | 15   |            |
| Ret  | 11 | Lorenzo Bandini    | Ferrari         | 12     | Motor                | 9    |            |
| Ret  | 28 | André Pilette      | Scirocco-Climax | 11     | Motor                | 20   |            |
| Ret  | 16 | Jo Bonnier         | Brabham-BRM     | 8      | Indisposição         | 14   |            |
| Ret  | 10 | John Surtees       | Ferrari         | 3      | Motor                | 5    |            |
| Ret  | 27 | Chris Amon         | Lotus-BRM       | 3      | Motor                | 11   |            |
| DNS  | 7  | Tony Maggs         | BRM             |        | Motor                | (18) |            |
| DNS  | 18 | Bob Anderson       | Brabham-Climax  |        | Ignição              | (19) |            |

## Tabela do campeonato após a corrida
|   | Pos. | Piloto         | Pontos |
| - | ---- | -------------- | ------ |
| 1 | 1    | Jim Clark      | 21     |
| 1 | 2    | Graham Hill    | 14     |
| 1 | 3    | Richie Ginther | 9      |
| 1 | 4    | Peter Arundell | 8      |
| 5 | 5    | Bruce McLaren  | 6      |

|   | Pos. | Construtor     | Pontos |
| - | ---- | -------------- | ------ |
|   | 1    | Lotus-Climax   | 22     |
|   | 2    | BRM            | 15     |
| 2 | 3    | Cooper-Climax  | 8      |
| 1 | 4    | Ferrari        | 6      |
| 1 | 5    | Brabham-Climax | 5      |

- Nota: Somente as primeiras cinco posições estão listadas. Apenas os seis melhores resultados, dentre pilotos ou equipes, eram computados visando o título. Neste ponto esclarecemos: na tabela dos construtores figurava somente o melhor colocado dentre os carros de um time.